# .ax
.ax és el domini de primer nivell geogràfic (ccTLD) de les illes Åland, Finlàndia, introduït el 2006, en substitució del domini .aland.fi. Està administrat pel govern de les Illes Åland (Ålands landskapsregering).

## Història
Anteriorment, la majoria de llocs web d'Åland estaven sota el subdomini .aland.fi .
Durant un període de tres anys, el subdomini aland.fi es va eliminar gradualment mentre .ax s'utilitzava en paral·lel; no s'acceptaven nous registres sota el subdomini aland.fi i tots els propietaris de dominis sota el subdomini aland.fi rebrien registres per al domini .ax corresponent.
El codi ax en si prové de la norma ISO 3166 i va ser assignat a Åland el 2004.
El 17 de març de 2006, la presidenta finlandesa Tarja Halonen va signar el projecte de llei, que va entrar en vigor el 27 de març. El govern d'Åland va començar a acceptar registres immediatament després del canvi de llei.
El 9 de juny de 2006, la ICANN va aprovar la delegació del domini de primer nivell .ax al govern d'Åland. El domini .ax es va afegir a la zona arrel el 21 de juny de 2006 i va esdevenir actiu el 15 d'agost de 2006.
El 17 de febrer de 2006 el parlament finlandès va aprovar la modificació de les lleis reguladores dels noms de domini finlandesos per incloure el domini de primer nivell .ax. Durant un cert temps, els dos dominis coexistiran però no s'acceptaran nous registres al domini .aland.fi per anar deixant pas al .ax. El domini accepta registres de residents o empreses assentades a les illes.
La lletra X no s'inclou en cap llengua principal o d'ús local, però ja s'havien utilitzat altres codis possibles, com ara .al per Albània, .ad per Andorra i .an pel que en aquell moment eren les Antilles Neerlandeses.